# Chancellor's Gold Medal
De Chancellor's Gold Medal is een jaarlijkse poëzieprijs voor bachelorstudenten van de Universiteit van Cambridge, vergelijkbaar met de Newdigate Prize van de Universiteit van Oxford.
De prijs werd voor het eerst uitgereikt in 1813 door prins Willem Frederik van Gloucester in zijn functie als rector van de universiteit. Midden 19e eeuw werd het onderwerp jaarlijks bekendgemaakt aan het einde van het eerste trimester van het studiejaar, met de stipulatie dat inzendingen binnen moesten zijn voor 31 maart van het daaropvolgende kalenderjaar. Een tweede vereiste is en was anonieme inzending van het gedicht opdat het werk op zijn eigen merites beoordeeld kan worden door de juryleden. De laatste decennia is het oude systeem van voorgeschreven onderwerpen die jaarlijks werden aangekondigd in de Cambridge University Reporter komen te vervallen.
De eerste winnaar in 1813 was George Waddington verbonden aan Trinity College.
De lijst van vroege winnaars van de prijs valt goeddeels samen met de zogenaamde lijst van Senior Wranglers. 
De prijs wordt niet ieder academisch jaar uitgereikt omdat het afhangt van de kwaliteit van de ingezonden verzen. Indien beschikbaar is in onderstaande lijst aangegeven tot welk college de student in kwestie toebehoorde. Trinity College heeft van oudsher een sterke oververtegenwoordiging onder de winnaars van deze prijs voor de dichtkunst.

## Ceremonieel
De prijswinnaar krijgt de eer zijn gedicht voor te dragen in de afstudeerceremonie in het Senate House op de dag van de buluitreiking (Commencement Day). Het dragen van een zogenaamde college gown of academisch gewaad in de vorm van een zwarte 'overjas' is hierbij verplicht voor de winnaar. Indien de winnaar tot het vrouwelijk geslacht behoort dient zij verder in een lange rok gekleed te gaan.

## Naamswijziging
De Chancellor's Medal wordt tot op de dag van vandaag uitgereikt en staat op dit moment bekend als de Chancellor's Medal for an English Poem. In het verleden werd deze prijs overigens ook wel de Chancellor's Medal for (an) English Verse genoemd.

## Vorm
Deze prijs komt in de vorm van niet zozeer een medaille maar wel een medaillon. Heden ten dage treft men op het medaillon de afbeelding van Koningin Elizabeth II van het Verenigd Koninkrijk aan de voorzijde en van een anonieme dichter aan de achterzijde.

## Incomplete lijst van winnaars
- 1813 George Waddington, Trinity, Columbus
- 1814 William Whewell, Trinity, Boadicea
- 1815 Edward Smirke, St. John's, Wallace
- 1816 Hamilton Sydney Beresford Mahomet
- 1817 Chauncy Hare Townshend, Trinity, Jerusalem
- 1818 Charles Edward Long, Trinity, Imperial and Papal Rome
- 1819 Thomas Babington Macaulay, 1st Baron Macaulay, Trinity, Pompeii
- 1821 Thomas Babington Macaulay, 1st Baron Macaulay, Trinity, Evening
- 1823 Winthrop Mackworth Praed, Trinity, Australasia
- 1824 Winthrop Mackworth Praed, Trinity, Athens
- 1825 Edward Bulwer-Lytton, Trinity, Sculpture
- 1826 Joseph Sumner Brockhurst, St Johns[1]
- 1827 Christopher Wordsworth, Trinity, The Druids
- 1828 Christopher Wordsworth, Trinity, Invasion of Russia by Napoleon Bonaparte

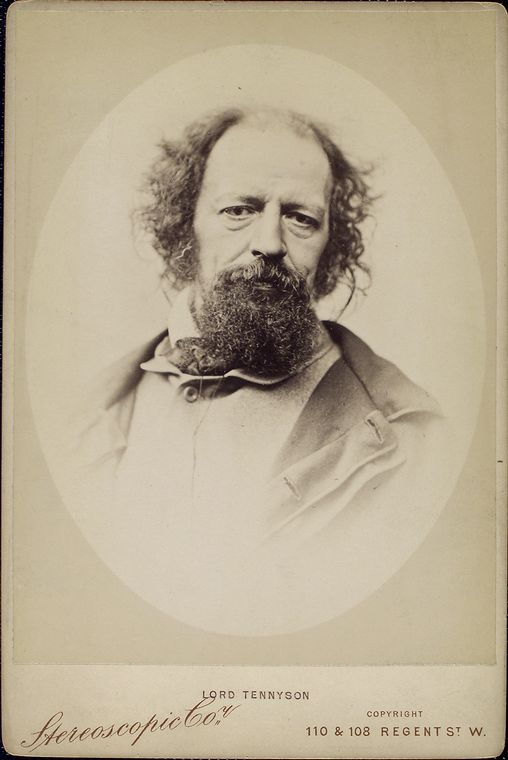
Alfred Tennyson

- 1829 Alfred Tennyson, Trinity, Timbuctoo
- 1831 George Stovin Venables, Jesus, Attempts to find a North West Passage
- 1842 Henry James Sumner Maine, Pembroke, Birth of the Prince of Wales
- 1844 Edward Henry Bickersteth, Trinity, The Tower of London
- 1845 Edward Henry Bickersteth, Trinity, Caubul
- 1846 Edward Henry Bickersteth, Trinity, Caesar's Invasion of Britain
- 1852 Frederic William Farrar, Trinity, The Arctic Regions
- 1873 Arthur Woollgar Verrall, Trinity
- 1899 Arthur Cecil Pigou, King's

- 1900 Frank Sidgwick, Trinity
- 1902 Lytton Strachey, Trinity

- 1922 Montague Maurice Simmons, Queens
- 1923 David William Allun Llewellyn, St John's, St Francis of Assiss
- 1924 Edward Upward, Corpus, Buddha
- 1925 Henry Hugh Thomas, Sidney Sussex, Stonehenge
- 1926 Alan Trevor Oldham, Emmanuel, Gallipoli
- 1927 Frederik John Norton, Pembroke, Orestes
- 1928 Kenneth Harold Ellis, Trinity, Proserpine
- 1929 Elsie Elizabeth Phare later Elsie Duncan-Jones, Newnham, The Bridge (eerste vrouwelijke winnaar)

- 1931 Robert Gittings, Jesus, The Roman Road

- 1934 Frederick William Clayton, King's, The English Countryside
- 1935 Olive Fraser, Girton, The Vikings
- 1936 Terence Tiller, Jesus, Egypt
- 1937 Christopher Thomas Gandy, King's, The Thames
- 1938 John Darrel Boyd, King's, A Great Man
- 1939 Reginald Arthur Burrows, St Catherine's, Fire

- 1942 Irene Josephine Blanche Snatt, Girton, A Londoner

- 1948 George James Moor, Downing, The Year's to Come
- 1949 Alan John Maurice Bird, Selwyn, Speed

- 1953 Alasdair Eoin Aston, Pembroke, Gloriana Rediviva

- 1964 Howard Brenton,[2] St Catherine's
- 1966 William Paul Huw Merchant, Emmanuel
- 1967 Clive Wilmer, King's
- 1969 Alexander John Howard Martin, Jesus
- 1970 Elliot Alexander Grant, Christ's
- 1974 John Wilkinson, Jesus
- 1976 Charles Ellis Leftwich, St John's, Cadenzas
- 1977 David Colles Lloyd, King's, Ecologies
- 1978 Aidan Semmens,Trinity
- 1979 Jacqueline Osherow, Trinity
- 1980 Michael Thomas Hutchinson, Trinity
- 1982 Alice Goodman, Girton, Four Poems
- 1984 James William Noggle, Fitzwilliam, A painting of the garden
- 1985 Jean Hanff Korelitz, Clare, The sound from the stairs and other poems
- 1988 Joanne Marion Wiess, St. Edmund's, Untitled Poem
- 1989 Simon James Alderson, Trinity, Memory
- 1992 Nicoletta Fotinos also N. I. Fotinos, Churchill, Pergamon
- 1994 Keith Malcolm Sands, Jesus, Axis
- 1997 Keston Sutherland, Hate's clitoris

- 2006 Benjamin Morris, Sonata in orange